# Uulu-Võiste
Uulu-Võiste este o arie protejată (arie specială de conservare — SAC, sit de importanță comunitară — SCI) din Estonia întinsă pe o suprafață de 687,6 ha, integral pe uscat.

## Localizare
Centrul sitului Uulu-Võiste este situat la coordonatele 58°15′09″N 24°32′34″E / 58.2525°N 24.5429°E.

## Înființare
Situl Uulu-Võiste a fost declarat sit de importanță comunitară în aprilie 2004 pentru a proteja un număr necunoscut de specii din flora spontană și fauna sălbatică aflate în arealul zonei. Situl a fost protejat și ca arie specială de conservare în mai 2007.

## Biodiversitate
Situată în ecoregiunea boreală, aria protejată conține 3 habitate naturale: Dune împădurite din regiunile atlantică, continentală și boreală, Taiga vestică, Păduri fino-scandinave bogate în ierburi cu Picea abies.
La baza desemnării sitului se află un număr nedeclarat de specii protejate.